# Let 'er Buck
Let 'Er Buck è un film muto del 1925 diretto da Edward Sedgwick che ne firma anche soggetto e sceneggiatura insieme a Raymond L. Schrock.

## Trama
In Texas, Bob Carson scappa via dal ranch dove lavora per il colonnello McCall credendo di aver ucciso, nel corso di un duello,  il nipote di McCall, Ralston, che lo ha sfidato a causa di Jacqueline, la cugina, di cui entrambi sono innamorati. In realtà, il suo rivale ha usato questo stratagemma per aver campo libero con la ragazza, liberandosi di lui.
A Pendleton, nell'Oregon, durante un rodeo, Bob ha uno scontro con Kent Crosby, il caposquadra del grande ranch di Mabel Thompson. Al rodeo giungono anche Jacqueline e suo padre insieme a Ralston. Mabel, quando vede Bob insieme a Jacqueline, si rende conto che i due sono ancora innamorati e, disperata, gli propone di sposarla, ma lui non accetta la sua proposta. Ralston si mette in combutta con Crosby, organizzando il rapimento di Bob, per tenerlo lontano da una gara di carri, ma Bob riesce a fuggire, vincendo la corsa alla testa della squadra di Mabel. Lo sceriffo arresta i due rapitori mentre Bob riprende la sua storia d'amore con Jacqueline.

## Produzione
Il film, prodotto dall'Universal Pictures, venne girato - per le scene di rodeo, a Pendleton, nell'Oregon.

## Distribuzione
Il copyright del film, richiesto dall'Universal Pictures Corp., fu registrato l'8 gennaio 1925 con il numero LP21022.
Distribuito dall'Universal Pictures e presentato da Carl Laemmle, il film uscì nelle sale cinematografiche USA il 22 marzo 1922.